# قسم كرخة الريفي
قسم كرخة الريفي (بالإنجليزية: Karkheh Rural District)‏ هي قسم تقع في إيران في . يقدر عدد سكانها بـ 10,189 نسمة .